# Armas compuestas

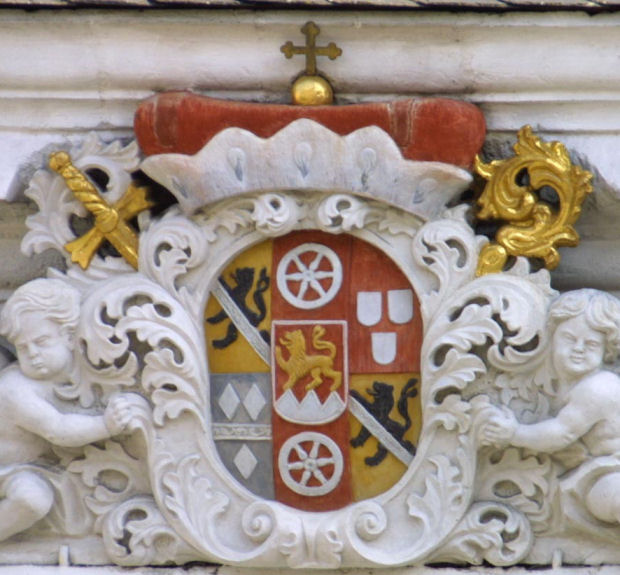
Escudo de armas de Lothar Franz von Schönborn:
Partido de dos trazos y cortado de uno:
1.-en el primero y sexto: de oro a una banda de plata brochante sobre un león de sable;
2.-en el segundo y quinto: de gules a una rueda de plata;
3.-en el tercero: de gules a tres escusones de plata;
4.-en el cuarto: de azur a una faja de plata acompañada de tres losanges de lo mismo;
5.-sobre el todo: de gules a un león leopardado de oro puesto sobre una terraza mangada de plata.

En Heráldica las armas compuestas son blasones formados de armas más simples, acoladas siguiendo una figura de partición simple, o ensamblados por cuarteles o cantones. Las armas pueden estar igualmente compuestas por las piezas honorables, típicamente añadiendo un jefe o un cantón a las armas principales.
Para blazonar las armas compuestas, se enuncia primero la partición, después las armerías elementales se blasonana unas después de las otras, en el orden de la partición, haciéndolos preceder por su rango ("en el primero..."; "en el segundo..."). Se tendrá así un blasón como el siguiente: Partido, en el primero de plata con un buey de gules, en el segundo de oro con una faja de azur.
El blasonamiento puede presentarse bastante complicado cuando los rasgos de partición se multiplican, aunque la regla sea muy simple: cada elemento toma un número de orden según la regla de prioridad "alto antes que bajo y diestra antes que siniestra" y se lee como un blasón independiente en ese orden. La excepción a esta regla se da cuando la partición define varios cuarteles indentados, se leen entonces juntos con prioridad al primer encuentro.
Cuando un cuartel está particionado, la regla se aplica en cascada, es decir que cuando llega su turno, un nuevo orden de paso es redefinido a su nivel para sus propios cuarteles. Por ejemplo si en una primera partición habiendo definido 6 cuarteles, el cuarto está también particionado en 3, el orden de paso será: 1, 2, 3, 4.1, 4.2, 4.3, 5, 6. Por poco que los cuarteles estén un tanto cargados, cuando se escucha el blasonamiento, se está rápidamente perdido.

## Particiones

Borgoña: Cuartelado de Borgoña moderna y antigua.

Las armas compuestas se comprenden mejor como una reunión de varios escudos en uno sólo, más bien que como la división de uno en varios.
En las armas compuestas, la mesa de espera está dividida, a menudo, una partición heráldica, pero después cada elemento de esta partición se comporta como un escudo en parte entera (y por tanto puede estar particionada a su vez). Las particiones de bases se combinan así hasta el infinito.
Los elementos creados por una partición son del mismo tamaño, pero no del mismo "prestigio": son jerarquizados según su lugar - el prestigio decrece de arriba hacia abajo, y de diestra hacia siniestra y el blasonamiento se hace según esta jerarquía.
Un uso muy frecuente de las particiones concierne a la traducción heráldica de uniones de todas las naturalezas: matrimonios, dominios anexados, etcétera. Así la unión de dos se hará comúnmente por un partido (que tiene por efecto aplastar a lo largo las figuras y subrayar la prelación del diestro - el que puede ser investigado) o aún más frecuente por un cuartelado (que no deforman el escudo inicial y que da una unión más igualitaria: el más y el menos prestigioso para uno, los dos intermediarios para el otro). En un partido, el blasón de diestra puede estar "contornado" por cortesía (como en el blasón de Alsacia): aunque ocupando el lugar de honor, su inversión muestra que su dirección de honor fue dirigida hacia el blasón siniestro, restableciendo una igualdad de tratamiento.
| La unión de                      | con                                      | dará | en partido :                                      | en cuartelado :                                                                    |
| Escudo cruz Anj en campo de azur | Escudo de grifo de sable en campo de oro |      | Escudo unión en partido.                          | Escudo unión en cuartelado                                                         |
| de azur a la cruz asada de oro   | de oro a la quimera (grifón) de sable    |      | partido de azur a la cruz… y de oro a la quimera… | cuartelado en el 1 y el 4 de azur a la cruz… y en el 2 y 3, de oro a la quimera... |

### Medio partido
Otra manera de unir dos blasones es el medio partido (más raramente el medio cortado) que consiste en reunir la mitad de diestra del uno con la mitad siniestra de la otra. (Esto no se puede hacer a menos de que los originales se mantengan identificables antes de la amputación de la mitad)
| Ejemplo: Navarra-Champaña, | = Medio partido de | y de | Escudo del Condado de Champaña. |

NotaEl medio partido y el medio cortado se emplean también cuando una de las mitades mismas está particionada en mitades en sentido contrario (el partido en cortado o el cortado en partido).
La partición, claro está, puede no ser más que un elemento de "redacción" del blasón, como en aquel de la Torre del Pin, donde el partido no virve más que para delimitar los dos espacios del "jeroglífico" (ver la ilustración más en alto).
Las particiones en elementos numerosos, como el ajedrezado o el losanjado u otros rebatimentos, presentan más que un problema de decoración y funcionan más como un forro cubriendo el campo entero.
Para una mujer casada, el blasón puede a veces estar dividido en dos verticalmente -partido- retomando el blasón de su familia de un lado y el de su marido del otro.

### Diferentes casos de medio partido en armas compuestas

Diferentes casos de medio partido en Heráldica.

El medio partido se puede utilizar para engalanar situaciones muy diferentes, pero en todos los casos, esto sólo es posible si cada mitad del partido se refiere a un único campo, tenemos:
- A:: Escudo inicial de campo de argén y cargado con una cruz abcisa de gules.
- B:: Escudo inicial de campo de azur y cargado con una flor de lis de oro.

- 1: Medio partido: El medio partido (y su contraparte medio cortado) normalmente presenta dos componentes, cada uno de los cuales se traza sólo a la mitad, y el resto se mueve en la partición. Por lo tanto, el primer ejemplo será blasonado: Medio partido: al primero de plata [...], y al segundo de azur [...].

- 2: Medio partido a la diestra (o siniestra): El medio partido puede calificarse a veces de a la diestra (o siniestra, o medio cortado en jefe o en la punta) para evitar que en la referida partición sólo deba tratarse a medio partido el cantón correspondiente, el otro deberá está completamente representado. El segundo ejemplo así ser blasonado:

- Medio partido a diestra: al primero de plata [...], y al segundo de azur [...].

Pero preferiblemente, el mismo ejemplo podría adornarse usando el medio partido absolutamente, de acuerdo con la misma construcción que se muestra a continuación:
- Partido, medio partido a la diestra: al primero de plata [...], y al segundo de azur [...].

- 3: De manera equivalente pero más clara y por lo tanto preferible, el medio partido puede usarse absolutamente, seguido de un solo componente, para indicar que el componente correspondiente debe ser tratado en pedio partido. Luego, el blasón indica sin ambigüedades que este partido intermedio solo se relaciona con un único componente, a diferencia del primer caso.

El tercer ejemplo puede leerse así:
Partido: plata [...], y medio partido de gules [...], que es el emblema de referencia.
Una lectura alternativa pero menos recomendable podría ser, según la fórmula anterior: Medio partido a siniestra: De plata [...], y de gules [...]
- 4: El Cortado y medio partido introduce una partición ternaria poco utilizada y no recomendada, donde uno de los dos componentes del cupé (por defecto el segundo) es en sí mismo el objeto de una fiesta. En este sentido, el medio partido no significa que un cantón esté sólo representado a medias, sino que la separación del partido se detiene (a mitad de camino) en el límite del corte, en lugar de extenderse desde un borde al otro (lo que significaría un corte partido, introduciendo cuatro componentes).

El cuarto ejemplo puede leerse así:
Cortado y medio partido en jefe, Plata [...], Azur [...], y Gules
Vemos que en este caso esta aparición del término medio pido' entonces solo se aplica a la partitura, y no tiene nada que ver con un "medio partido" relativo al contorno parcial de las arma s(que sería el ejemplo 6).
Siempre es posible y preferible reemplazar un Cortado y medio partido, moviendo el partido al componente del cortado sobre el que lleva. Tendremos una descripción equivalente al blasonar:
Cortado: Partido de plata [...] y de azur [...]; y Gules,
Debido a la posible confusión que puede causar el uso de medio partido, es preferible la segunda forma de blasón.
- 5: Del mismo modo adornaremos la situación simétrica del ejemplo 5: Cortado: De Gules, Partido de Plata [...] y Azur [...], más bien que: Cortado medio partido en campaña: Gules y Plata [...], Azur [...]

- 6: El blasón debe indicar claramente con qué componente se relaciona el medio partido para no confundirlo con un terciado medio partido y cortado, aunque esta formulación es atípica.

El sexto ejemplo correspondería al blasón: Cortado, medio partido de Plata [...] y Azur [...], y un segundo Gules blasón que hay que distinguir de un posible cortado y medio partido, plata [...], azur [...], y gules, que correspondería al ejemplo 4.

## Particiones particulares

De gules a la nave de plata sobre un mar del mismo, al jefe cosido de Francia (que es de azur flordelisado de oro).

Cada elemento de la composición puede recibir un campo diferente. Ciertas piezas pueden, en ciertas circunstancias (aumentos) jugar un rol equivalente a una partición y entrar en la composición. La regla de contrariedad de los esmaltes aplicable a las piezas no lo es para las particiones, pudiendo caer en el error. Se declara entonces la pieza "cosida", lo que le confiere un estatus de partición (ya no está puesta sino adjuntada).

### Cantón
Parte del escudo donde se sitúan los cantones. Hay cuatro cantones (diestro del jefe, diestro de la punta, siniestro del jefe y siniestro de la punta). Por defecto, la posición es diestra del jefe (por lo tanto no es blasonado). El origen del cantón está, puede ser, en la representación sobrepuesta al escudo de aletas, piezas rectangulares de acero anexadas a los hombros, que estaban siempre armadas y sobre todo portadas en los torneos.

### Jefe
Pieza honorable que ocupa el tercio superior del escudo. De plata al jefe de gules. El jefe designa también la región correspondiente de la mesa de espera.
El jefe es frecuentemente utilizado como partición del escudo, lo que permite añadir a las armas principales (figuradas debajo) armas simples o compuestas, figuradas en el jefe. En este caso la regla de alternancia de colores (segunda regla del blasón) no es siempre respetada y el jefe se considera cosido.
En Francia, las "buenas" ciudades, es decir aquellas que tenían el derecho de hacerse representar por sus "mayores" (o alcaldes) a la consagración del Rey de Francia, tenían el derecho de portar en su blasón un jefe de Francia, "de azur sembrado de flores de lis de oro" (antigua Francia) o "de azur a tres flores de lis de oro" (Francia moderna). El jefe de Francia es un aumento de las armas acordada con estas ciudades.

### Cuartelado
Partición de un escudo heráldico en cuatro cuarteles. El Cuartelado se compone frecuentemente dos blasones que son repetidos en 1 y 4 y en 2 y 3. Se puede decir así en todo rigor, "cuartelado, en el primer y el cuarto de plata a la cruz de gules (cruz de San Jorge), en el segundo y el tercero de oro a cuatro palos gules (Aragón), que es de Barcelona". Se puede blasonar de manera más simple "cuartelado, de plata a la cruz de gules, y de oro a cuatro palos de gules", la alternancia de los blasones estando implícita.

## Cuarteles
Los cuarteles son una división de un escudo resultante generalmente de un cierto número de partidos y de cortados (de dos a seis). Los cuarteles son particiones simétricas que delimitan de seis a treinta y seis armas más elementales y permiten su composición. Los cuarteles son numerados en el sentido habitual de la lectura: comenzando en el jefe por lo más alto a la izquierda (diestra del jefe), después de izquierda a derecha, después las líneas siguientes de arriba abajo.
Se blasona inicialmente "partido de dos cortado de tres (lo que hace seis cuarteles). En el primero,...". Se sigue precisando cada arma elemental según el número de orden. Si las armas se repiten en verios cuarteles, se lo menciona desde la primera ocurrencia del arma "En el primero, el tercero y el quinto...", y los cuarteles ya descritos son saltados.
Las armas figurando en los cuarteles del escudo representan a sus titulares respectivos y deben, entonces, ser blasonadas nombrando al titular y no describiendo a su blasón. Al mismo tiempo, si el titular no es muy conocido es mejor mencionar los dos.
"Partido de veintinueve y cortado de veinticinco, lo que hace 719 cuarteles (nota: faltan tres en cada esquina inferior, a causa del redondeado), en el primero..." (dar click en la imagen para una versión de alta resolución). Las armas compuestas con el objetivo de mostrar todos los cuarteles de nobleza, como el famoso ejemplo del "díptico Grenville" compuesto por Richard Temple-Grenville, son composiciones artificiales por esencia: no simbolizan una persona sino un conjunto de alianzas y una reivindicación genealógica. Este tipo de ejercicio se parece a la elaboración de un armorial personal. La lengua del blasón puede teóricamente describir a los iconos punto por punto (partido de 256, cortado de 256,...), pero llevados al extremo, estos excesos salen claramente del dominio heráldico.

## Grandes armas
Las Grandes armas son representaciones de armerías, ornamentadas con todos sus adornos exteriores, que toman generalmente la forma de escudos compuestos de cuarteles, donde están representadas las armas de la dependencias, de partes o de posesiones y sobre las que se brocha sobre el todo el escudo del poseedor (de un príncipe, de una provincia...).
Las grandes armas representan gráficamente una afirmación solemne de los títulos y derechos de su titular. No son más que raramente representadas, típicamente para adornar una sala de apariencia prestigiosa, por ejemplo una sala de trono.

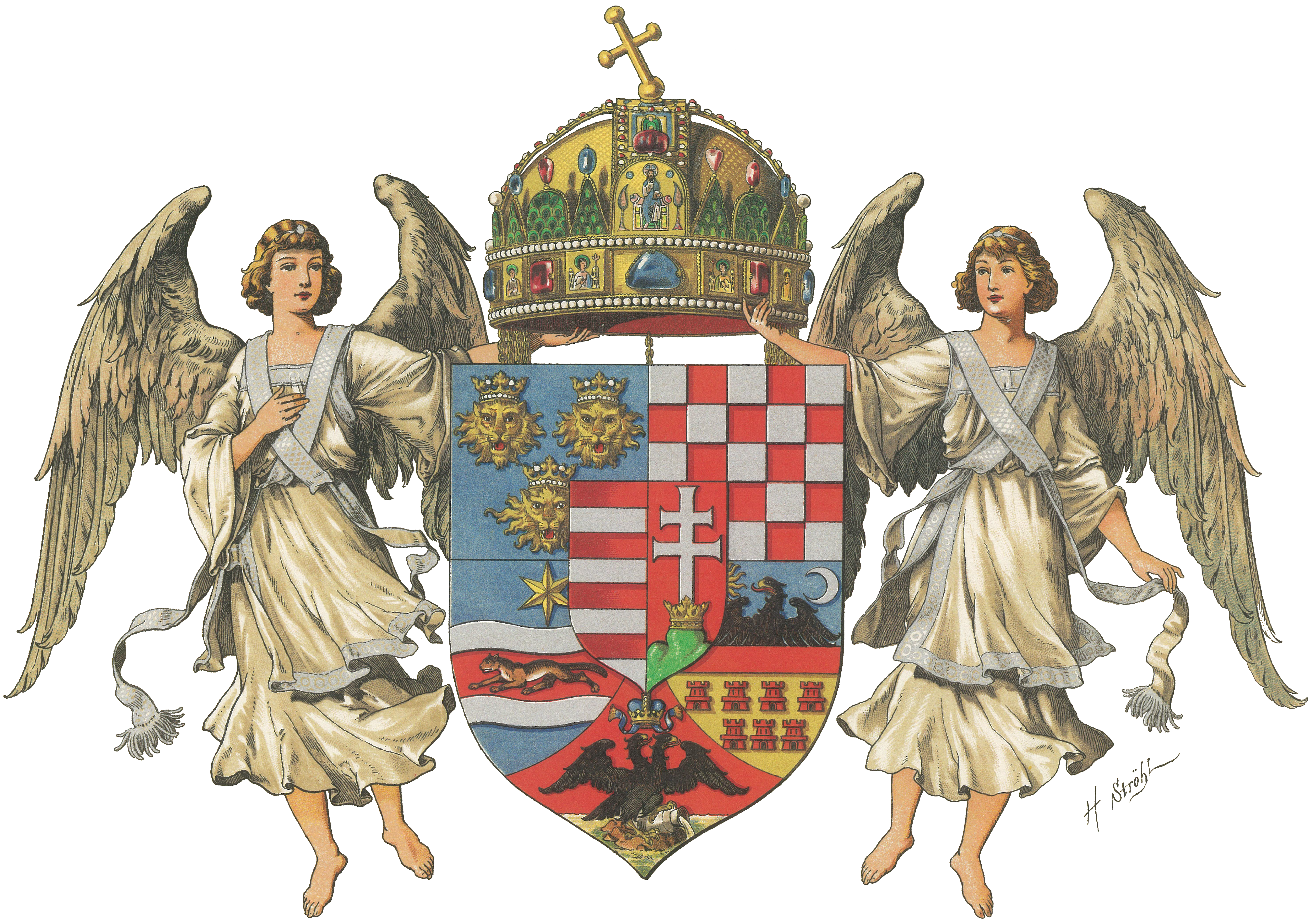
Grandes armas de Hungría (hasta 1908): Cuartelado: 1, de Dalmacia; 2, de Croacia; 3, de Eslavonia; 4, de Transilvania; entado en punta de Fiume; sobre el todo partido de Hungría antigua y de Hungría moderna.
Versión ornamentada del escudo grande del Rey de España, 1700-1761 (Casa de Borbón).
Escudo de Armas del Rey de Francia con yelmo de corona roja (más acorde con la tradición).
Armas del Rey de Francia con gorro de corona roja (más acorde con la tradición).
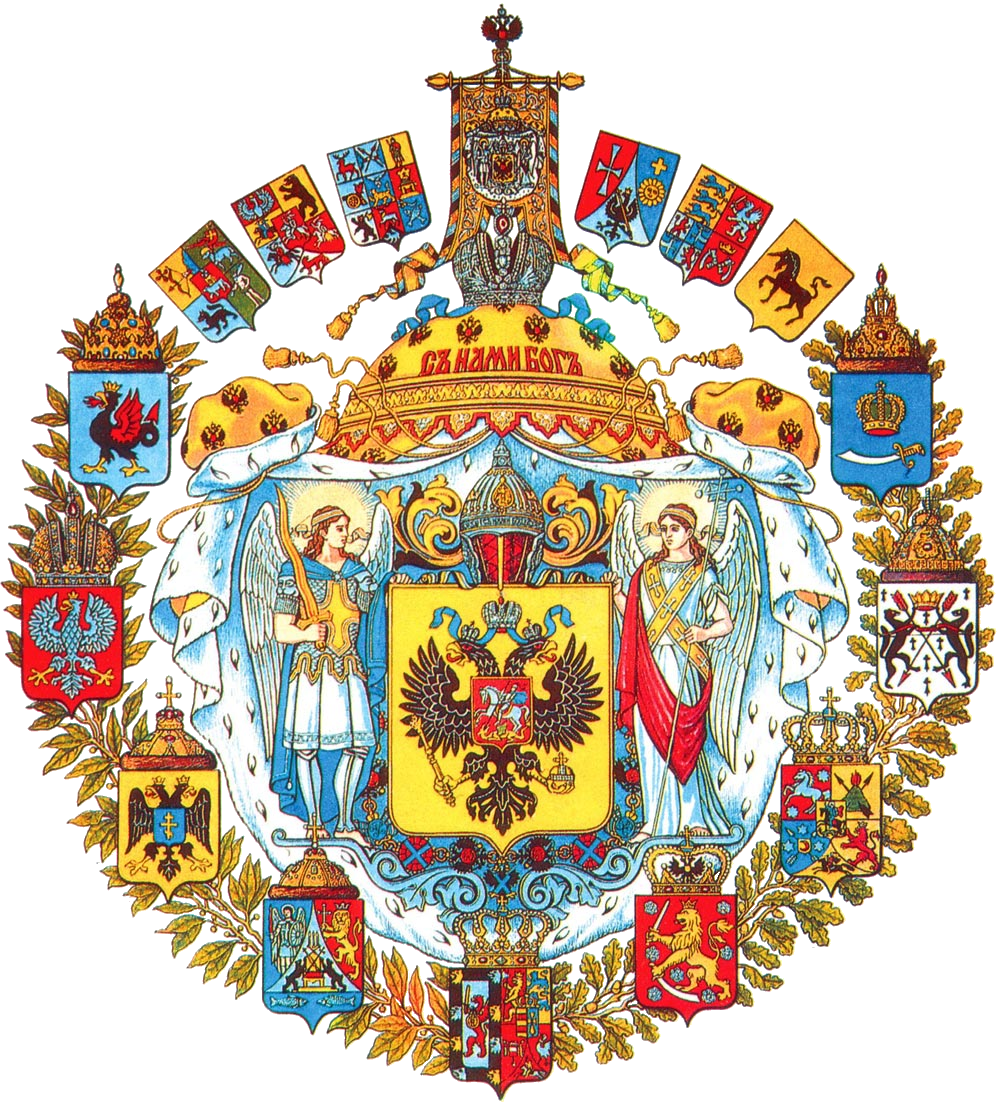
Gran Escudo de Armas del Imperio Ruso (1882 – 1917).

- Datos: Q1668347
- Multimedia: Marshalling in heraldry / Q1668347